# Skiathos
Skiathos (griechisch Σκιάθος [ˈskʲaθɔs] (f. sg.)) ist eine griechische Insel der Nördlichen Sporaden. Zusammen mit einigen umliegenden unbewohnten Inseln bildet Skiathos eine Gemeinde in der Region Thessalien. An der Küste von Skiathos liegen einige der schönsten Strände Griechenlands. Während der Norden der Insel nahezu unbewohnt ist, spielt sich im Süden das Leben ab, das vom Frühjahr bis Spätherbst auf die Bedürfnisse des Tourismus ausgelegt ist.

## Lage
Skiathos ist etwa 4 Kilometer östlich des Piliongebirgszuges und 15 Kilometer nordöstlich von Euböa gelegen. Die Insel Skopelos liegt etwa 8 Kilometer östlich.
Bei einer Länge von etwa 11 Kilometer und einer Breite von etwa 5 Kilometer beträgt die Fläche 47,212 Quadratkilometer. Damit ist Skiathos die viertgrößte und zugleich kleinste bewohnte Insel der Nördlichen Sporaden. Sie wird gebildet durch einen bis auf 433 m ansteigenden, zum Teil bewaldeten Bergzug namens Mytikas.
Typische Produkte von Skiathos sind Oliven und Weintrauben.

## Gemeinde Skiathos
Nach der Volkszählung von 2011 zählt die Gemeinde 6.088 Einwohner, die sich zu 80 Prozent auf die Stadt Skiathos und auf folgende Dörfer und Siedlungen verteilen.
- Skiathos (Stadt), 4.883 Einwohner
- Achladias, 118 Einwohner
- Kalyvia, 312 Einwohner
- Kanapitsa, 39 Einwohner
- Katsaros, 39 Einwohner
- Kloster Evangelistria, 28 Einwohner
- Kolios, 85 Einwohner
- Koukounaries, 199 Einwohner
- Platanias, 126 Einwohner
- Tsoungria, unbewohnte Insel
- Troullos, 158 Einwohner
- Xanemos, 143 Einwohner
- Zorbades, 38 Einwohner

## Geschichte
Die Insel Skiathos wird erstmals von Herodot im Zusammenhang mit der Schlacht bei Artemision im Jahre 480 v. Chr. erwähnt. Die Insel schloss sich dem Attischen Seebund an und blieb unter Athens Hegemonie, bis dieses seine Unabhängigkeit verlor. Philipp II. von Makedonien eroberte Skiathos 338 v. Chr. Ab 168 v. Chr. gehörte Skiathos zur römischen Provinz Macedonia. 395 fiel Skiathos an das byzantinische Reich, das seine Herrschaft bis 1204 ausüben konnte. Nach dem Vierten Kreuzzug übernahm die Republik Venedig die Kontrolle über Skiathos. Schon vor der Eroberung von Konstantinopel (1453) wurde die Insel Ziel von Piraten; die Bevölkerung zog sich in das im 13. Jahrhundert errichtete Kástro zurück. Chaireddin Barbarossa plünderte schließlich 1538 die Insel. 1660 eroberte Venedig unter Francesco Morosini die Insel vorübergehend zurück. 1807, schon vor Beginn der griechischen Revolution wurde das Kloster Evangelistria zum Stützpunkt der Rebellen. Die Widerstandskämpfer hissten dort erstmals die griechische Flagge. 1830 wurde Skiathos Teil der Ersten Hellenischen Republik.

## Verkehr
Der Flughafen Alexandros Papadiamantis ist für seine nur 1628 Meter lange Landebahn und den dadurch erzwungenen niedrigen Anflug über Meer bekannt. Es bestehen direkte Flugverbindungen mit Düsseldorf, München, Frankfurt, Graz, Wien und Zürich sowie mit weiteren europäischen Städten.
Regelmäßige Fährverbindungen mit Autofähren bestehen vom neuen Hafen der Stadt Skiathos mit Skopelos, Alonnisos, Volos und Thessaloniki.

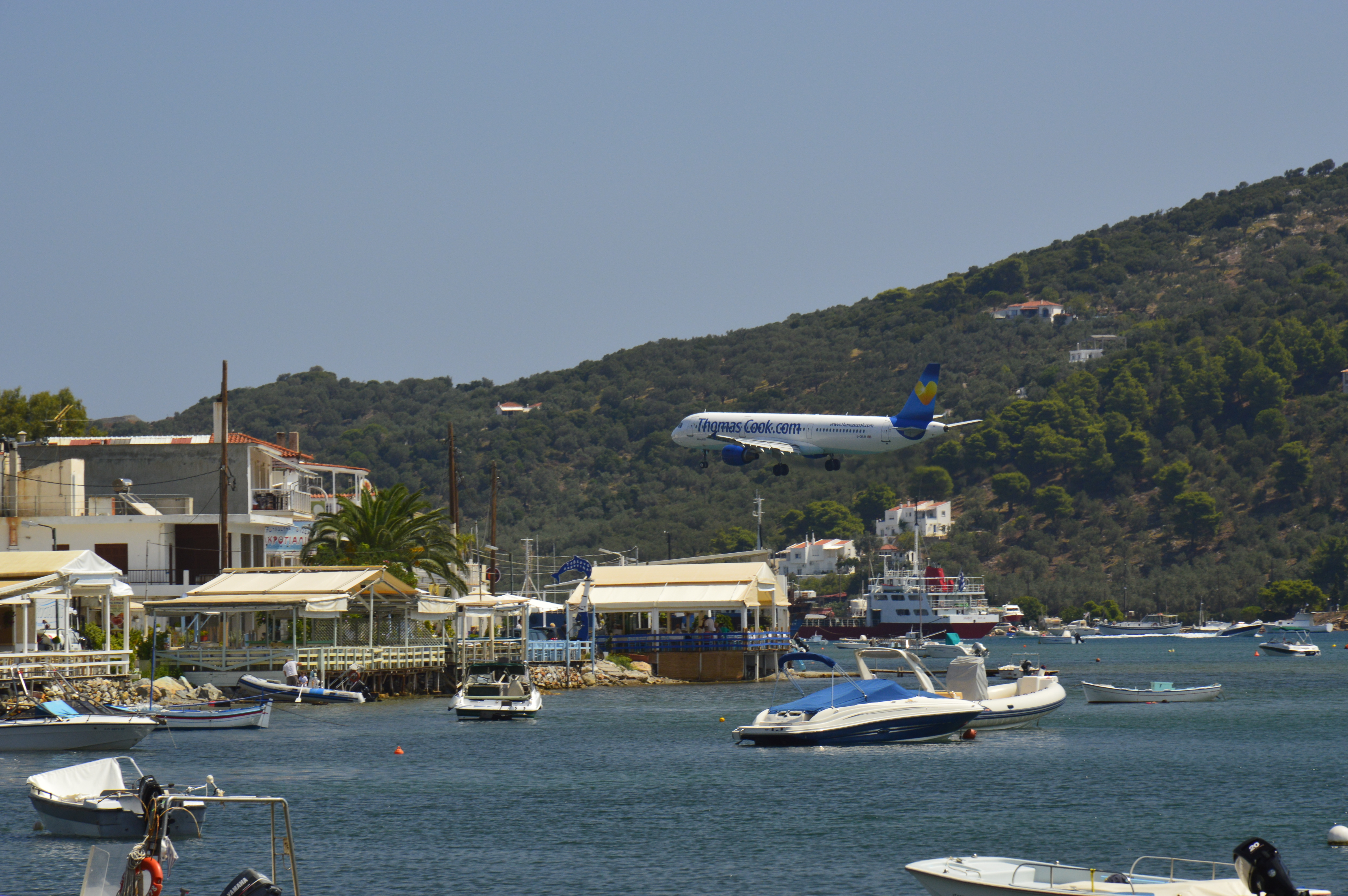
Anflug über die Stadt Skiathos
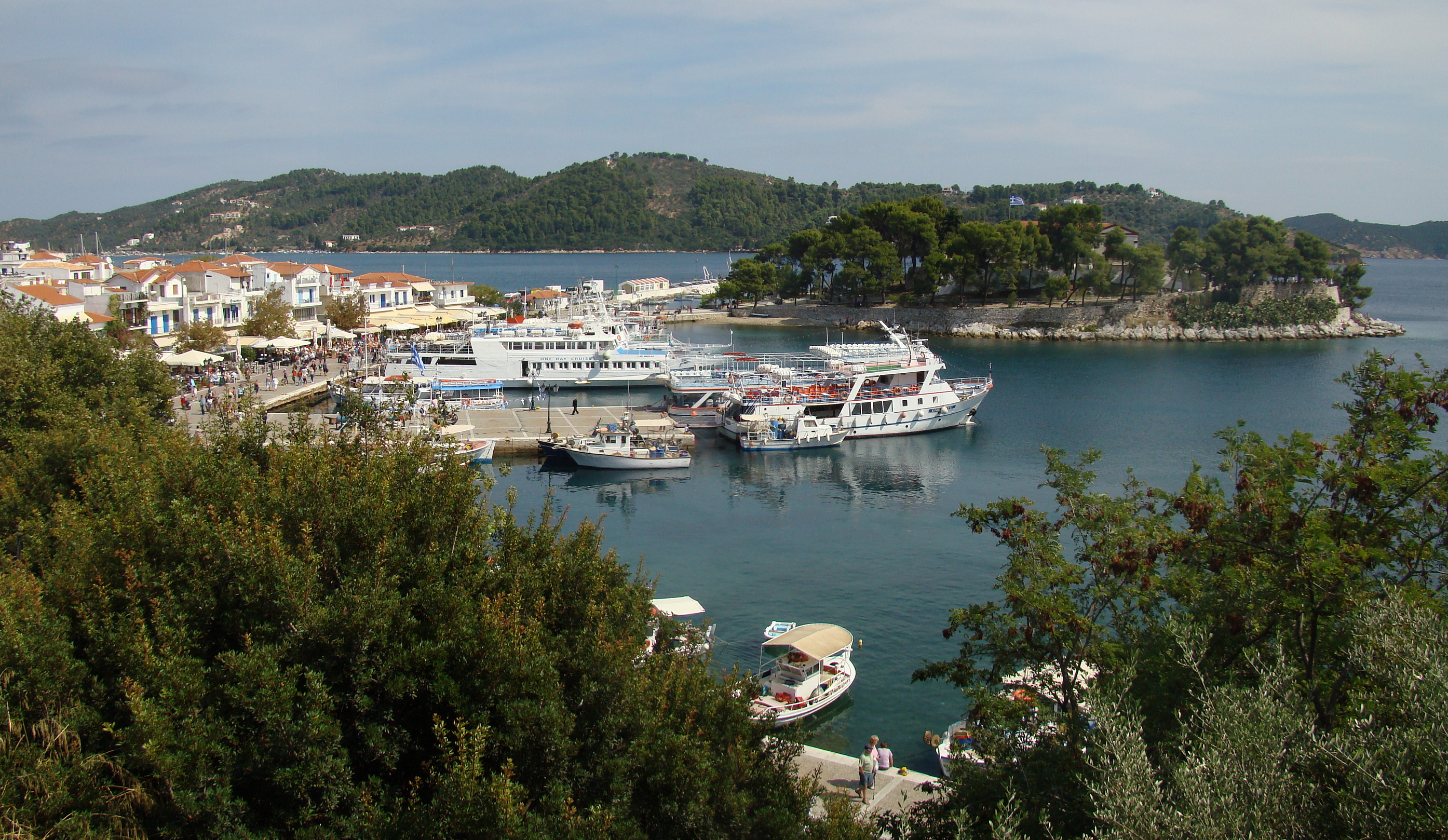
Alter Hafen der Stadt Skiathos mit der Halbinsel Bourtzi
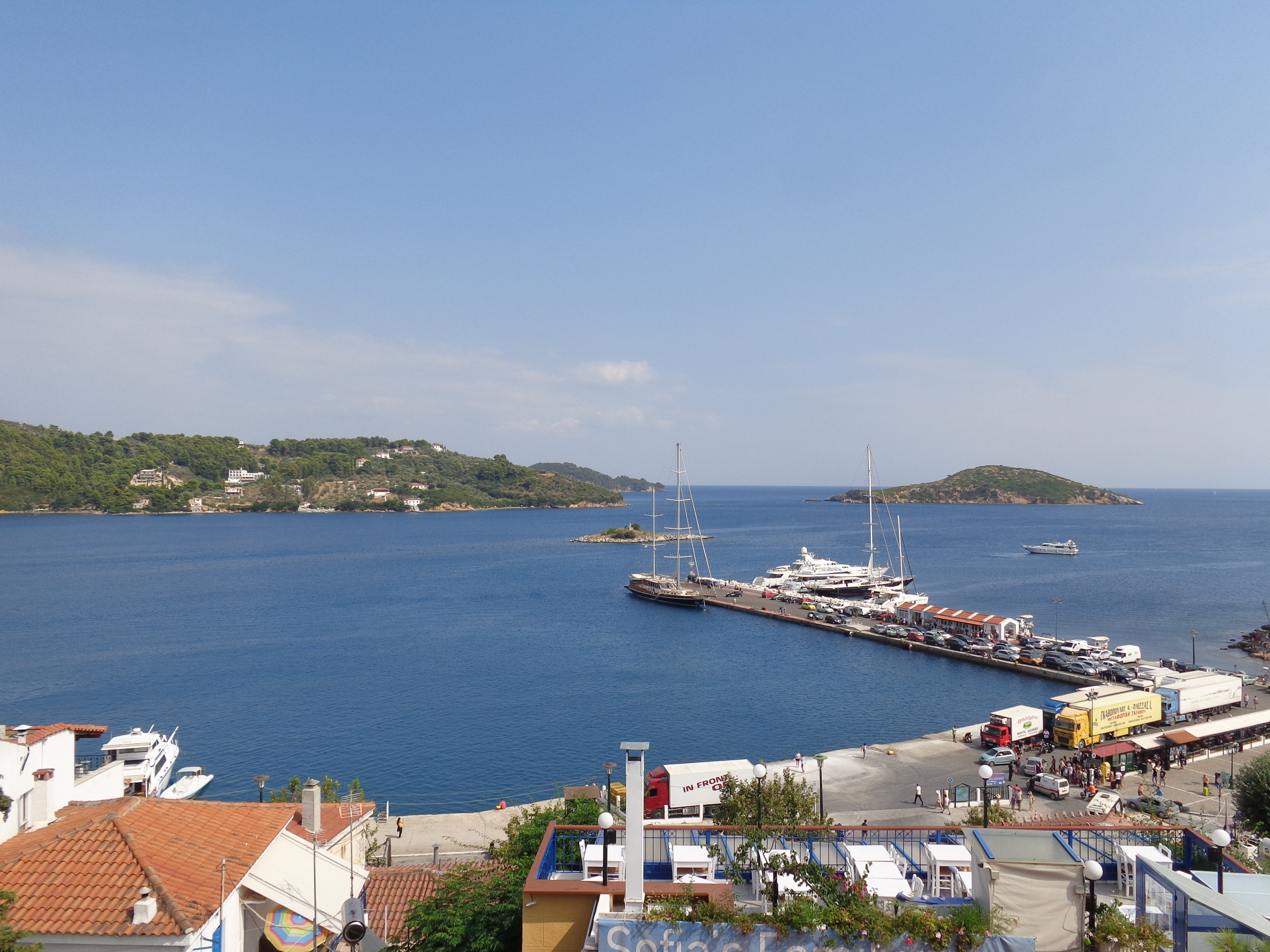
Neuer Hafen von Skiathos

## Sehenswürdigkeiten
Skiathos ist bekannt für seine Sandstrände, von denen 60 bis 66 bestehen sollen, zu den bekanntesten zählen die Strände Koukounariés, Lalária, Vromólimnos, Vassilias, Asélinos, Ammos, Achladiás, Mandráki, Maratha, Troulos, Ligaries, Banana, Mega Gialos und Nikotsára.
Auf Skiathos befinden sich bedeutende Klöster wie das Kloster Evangelistria oder das heute verlassene Moni Panagias Ikonistrias.
Darüber hinaus sind die Ruinen der ehemaligen Hauptstadt Kástro, eine ehemalige Zufluchtsstätte während der Piratenüberfälle, und die Halbinsel Boúrtzi in Skiathos-Stadt, sehenswert.

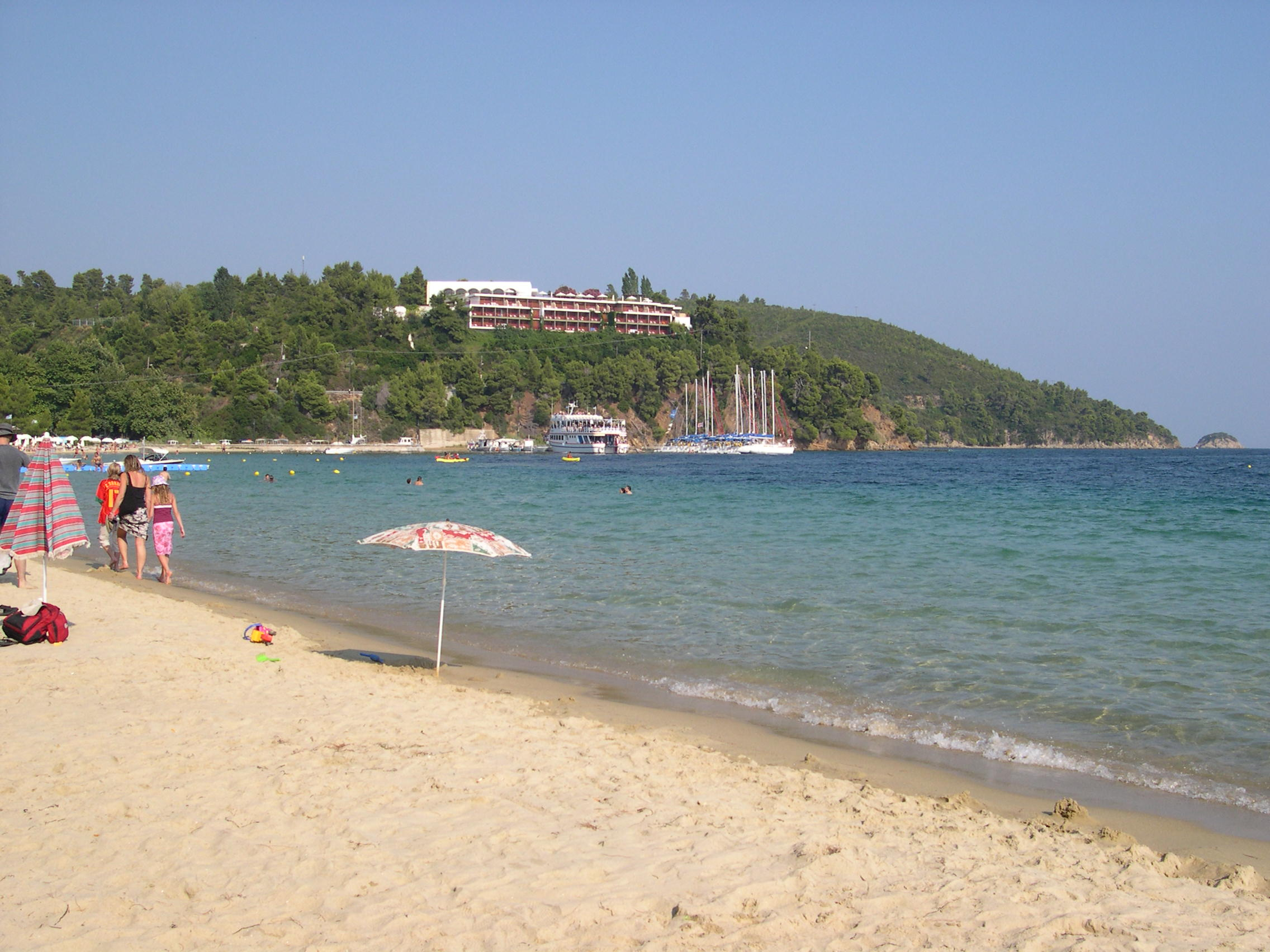
Koukounaries-Strand
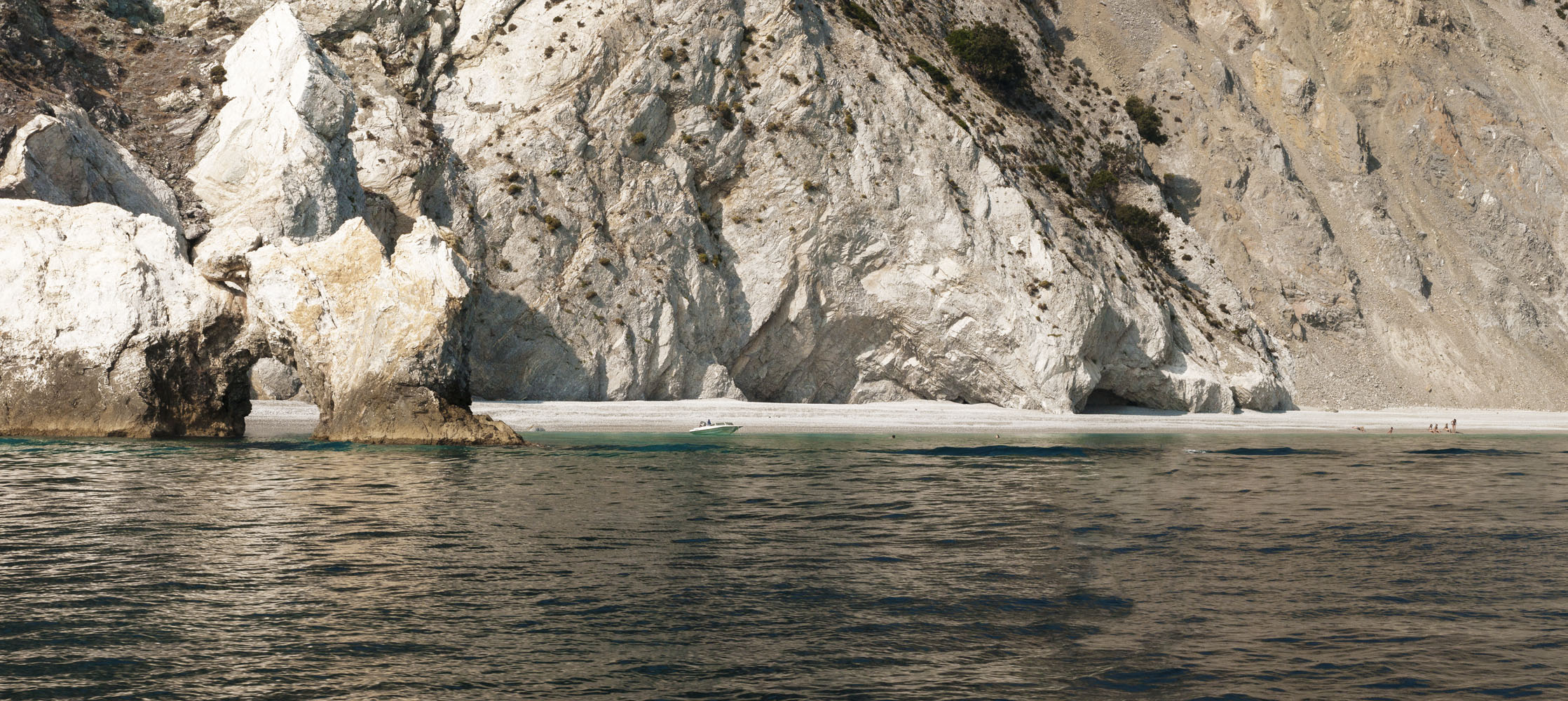
Lalaria-Strand
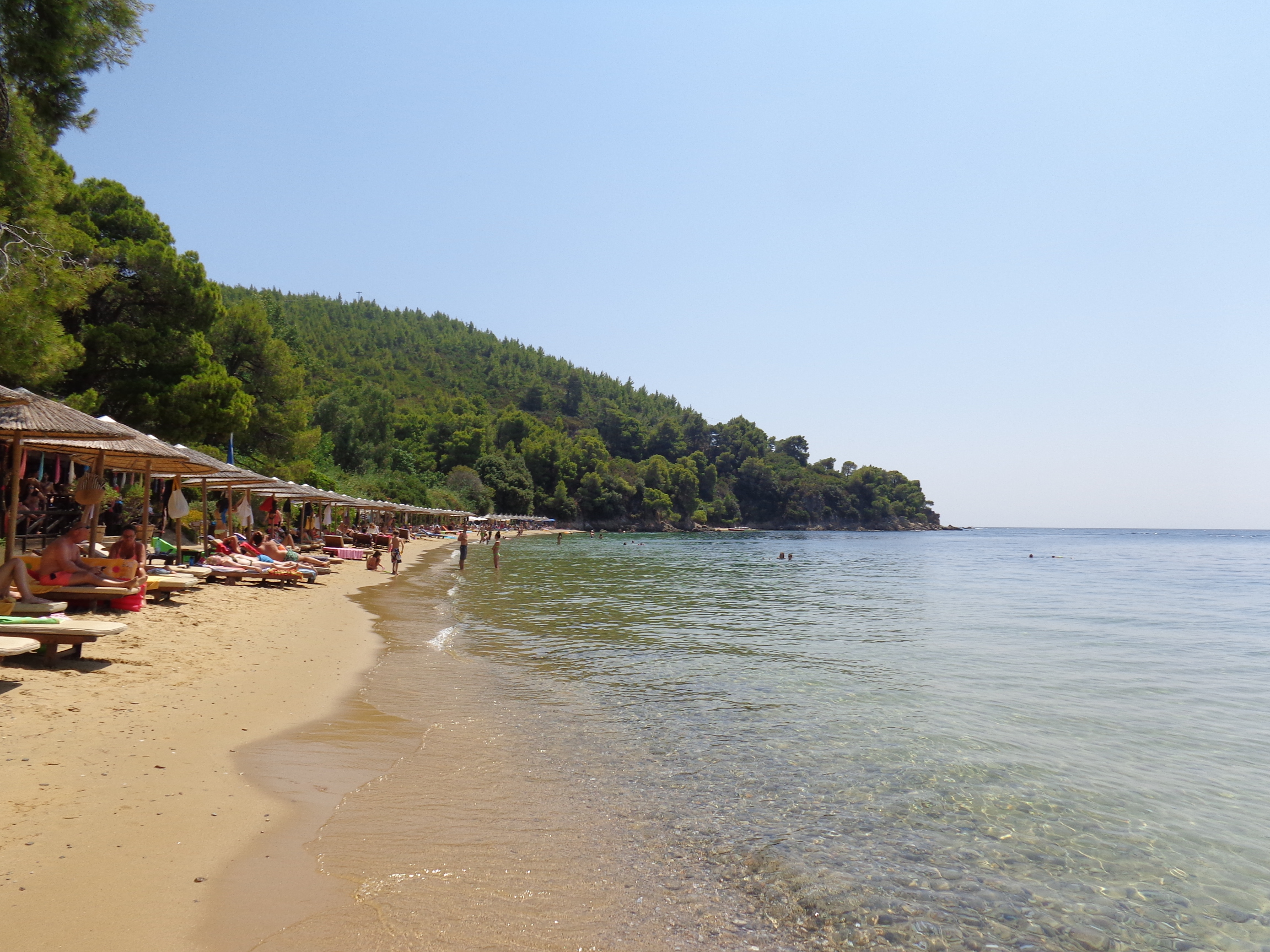
Maratha-Strand
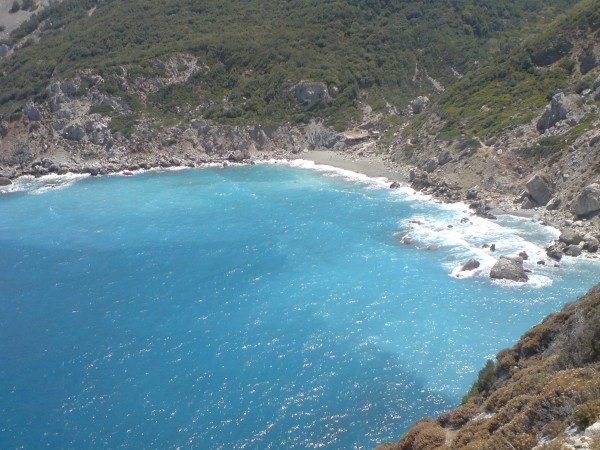
Mega Gialos-Strand
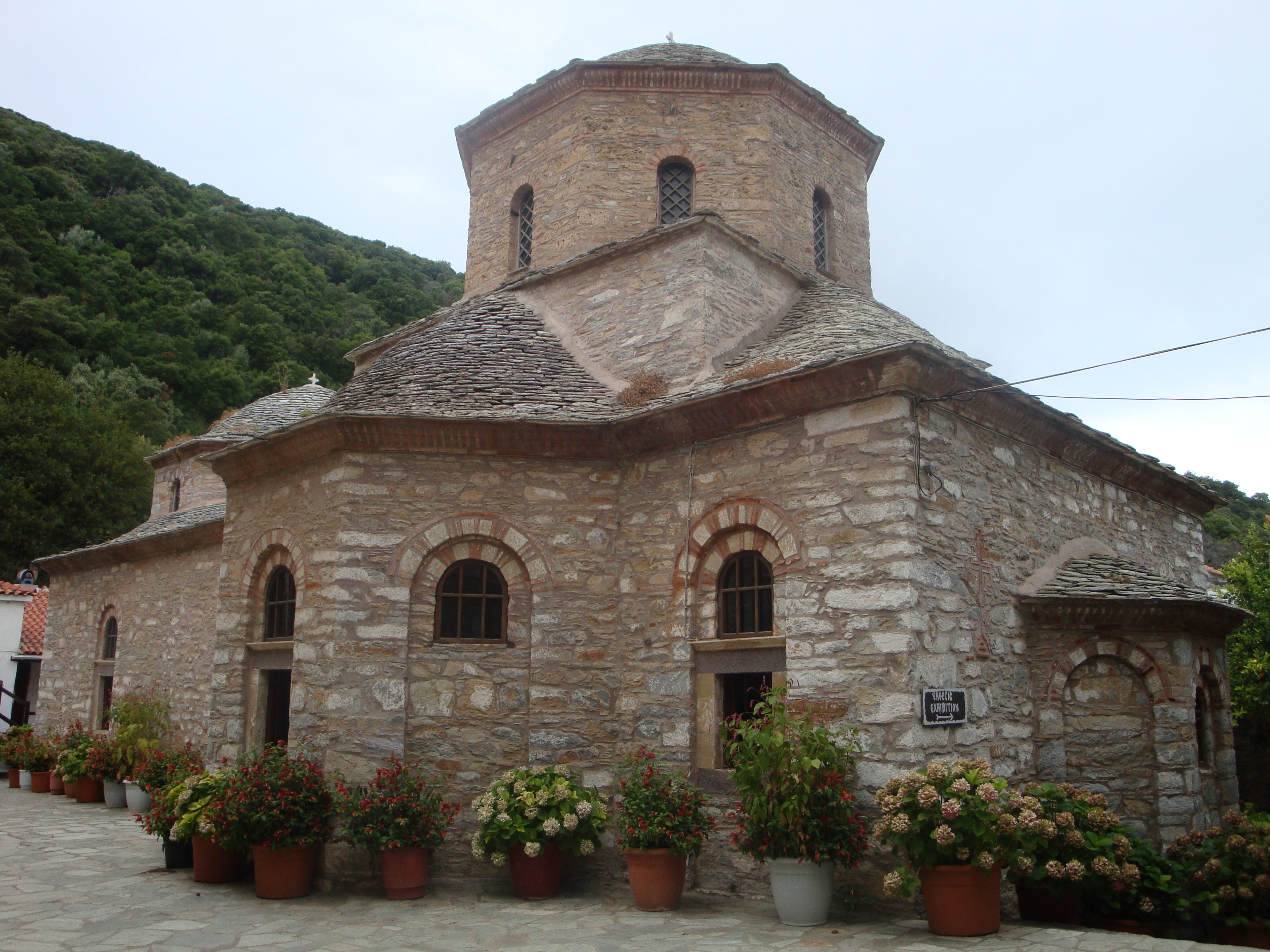
Kloster Evangelistria
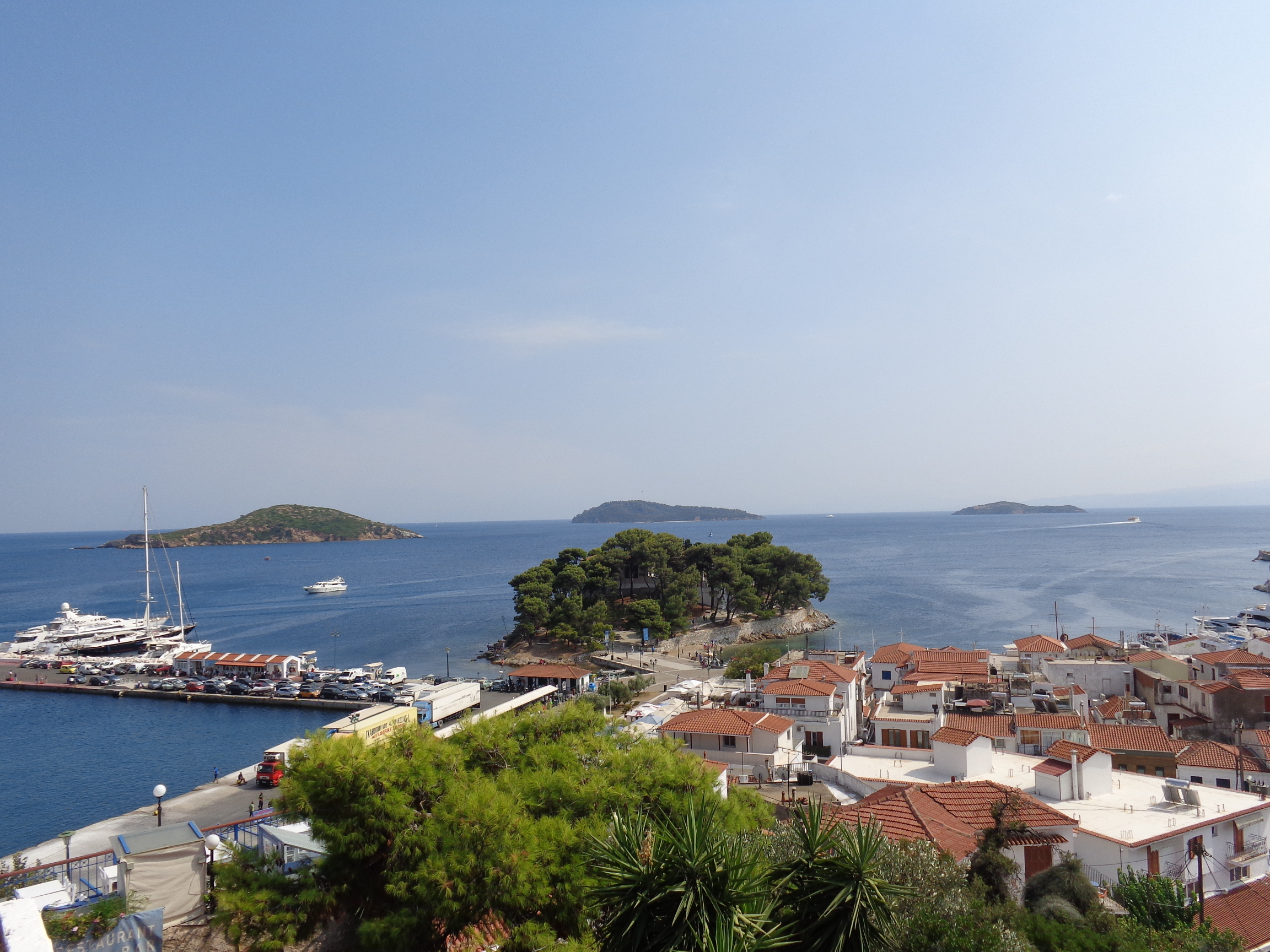
Halbinsel Bourtzi

## Persönlichkeiten

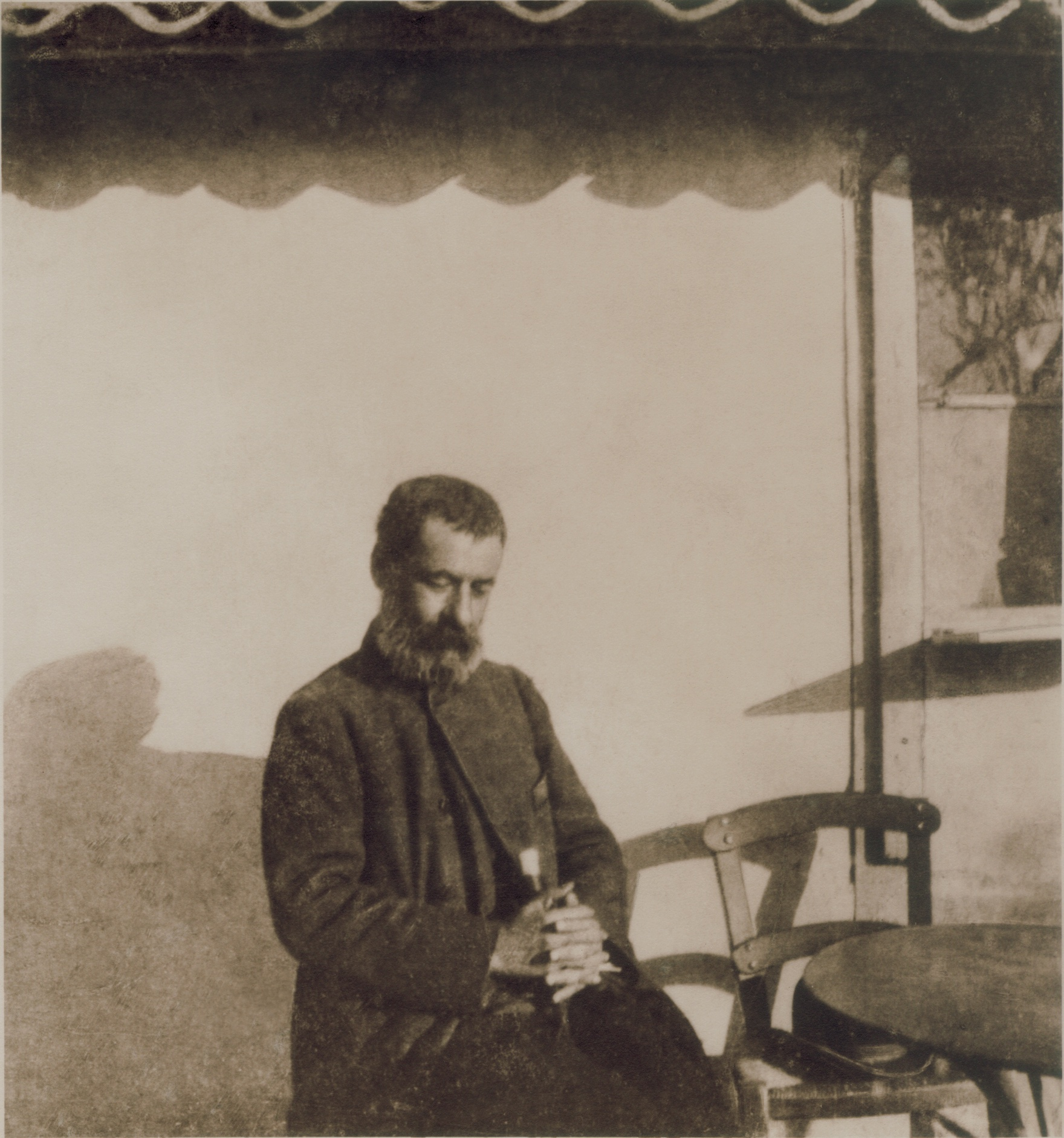
Alexandros Papadiamantis

- Der Schriftsteller Alexandros Papadiamantis (1851–1911) wurde auf Skiathos geboren. Unter anderem schrieb er die neugriechische Erzählung Die Mörderin, die auch in Deutschland erschienen ist. Die Hauptstraße in Skiathos-Stadt und der Flughafen sind nach ihm benannt, daneben gibt es das Papadiamantis-Museum.
- Der Dichter und Prosa-Schriftsteller Zisis Oikonomou (1911–2005) wurde auf Skiathos geboren. 1977 erhielt er den Dichterpreis der Athener Akademie für seine gesamten dichterischen Werke und speziell für sein Buch „Heitere Stille“ («Αιθρία σιγή»). 1995 wurde er mit dem staatlichen Dichterpreis Griechenlands geehrt. Das Zisis Oikonomou Museum informiert in 9 Sprachen (auch als virtuelle Tour) über sein Leben und Werk.
- Der in Rumänien geborene Bauingenieur Alexander Acatos stammte von Skiathos und war hauptsächlich im Eisenbahnbau in der Schweiz tätig.

## Sonstiges
Skiathos war 1978 Drehort des deutschen Spielfilms Nackt und heiß auf Mykonos, außerdem entstanden dort Teile des 2008 uraufgeführten Films Mamma Mia!.
Z. B. wurde die Hafenszene im alten Hafen von Skiathos-Stadt gedreht.